# Ángel Sandóval
Ángel Sandóval é uma província da Bolívia localizada no departamento de Santa Cruz, sua capital é a cidade de San Matias localizada a 80 km da cidade de Cáceres, Mato Grosso, e a 8 km da fronteira com o Brasil, o que divide os dois países é o Corixa – um ribeirão que nasce em um morro com água transparente.